# チェック&チェック
『チェック&チェック』（英語表記：Check and Check）は、1979年3月4日から1980年9月28日までTBS系列で放送されたTBS製作のクイズ番組である。三菱電機の一社提供。放送時間は毎週日曜19:30 - 20:00 （日本標準時）。

## 出演者

### 司会
- 藤田和弘（当時TBSアナウンサー）
- 毒蝮三太夫
- 高見恭子 - 毒蝮司会期に出演。
- 石川ひとみ - 毒蝮司会期に出演。

### レギュラー
- 荒井注
- 秋野暢子 - 藤田司会期のレギュラー解答者。いわゆるチームキャプテンとして出演。
- ビジーフォー - 藤田司会期に「まちがいソング」の出題の歌唱担当者として出演。「まちがいソング」の出題は、毒蝮司会期に街中で一般人が歌う形式に変更となった。

## スタッフ
- 構成：こじま啄磨、小野勝也、秋田健、福岡秀広
- 音楽：土持城夫
- 作画：かすやたかひろ
- 技術：新福剛
- カラー調整：村杉幸一
- 照明：石川勝朗
- 音声：清水宣宏
- 音響：若林宏夫
- 美術制作：河瀬洋男
- 美術デザイン：高橋秀夫
- 演出：三角英一
- プロデューサー：大橋博之
- 制作：西村邦房
- 製作著作：TBS

## ルール
解答者たちがパネルやVTR等を見て、その中から間違いを探し出すクイズを出題。5人1組のチーム同士による対抗戦形式で、勝利チームには三菱電機の製品とチームの獲得得点1点につき500円から最高2500円が表示されるルーレットに応じた賞金が贈られ、敗戦チームは賞金500円のみが贈られる。

### 前期
藤田司会期には、正解者がチームメンバーの中から1人と相手チームの中から1人を指名し、指名されたメンバーとそのメンバーの獲得点数を交換できるルールが存在した。また、ジャズバンドの薗田憲一とデキシーキングスがBGMの生演奏を行った。
この時期は一般からの出場者が多かった。

### 後期
毒蝮司会期には芸能人の出演が主流となり、チーム対抗戦が多くなった。以下に挙げるのは対戦内容の例である。
- 漫画家対決 楳図かずお×里中満智子（1980年5月4日放送）
- 元・日本レコード大賞新人賞対決 細川たかし×桑江知子（1980年5月25日放送。細川は1975年開催の第17回で受賞、桑江は1979年開催の第21回で受賞）
- ボクサー対決 ファイティング原田×ガッツ石松（1980年8月17日放送）
- チャンバラトリオ×BIBI （早坂あきよと小西直子によるデュオ）
- 横山やすし×西川きよし - それぞれがチームキャプテンを務め、やすしチーム×きよしチームで対決した（1980年6月29日放送）。
- 番組対抗戦 『（不明）』×『スターダッシュNo.1!』（出演者は出光元・遠藤真理子・岡幸恵ほか）など

ルールもシビアになり、ペナルティの無いクイズは早押しオープニングクイズのみで、それ以外のクイズではチームの不正解数が5つになると得点が0点になるペナルティがあった。不正解が出ると、毒蝮が「ばかー！」と声を張り上げるのが恒例となっていた。
賞金表示の機材にはソラリー式のものを使用し、7桁まで表示できるものを使用した。単純計算で400点×2500円（ルーレットの最高金額）で100万円となり、表示機の桁がすべて埋まるが、400点以上を出したチームは放送全回を通じて1チームも無く、表示機のすべての桁が埋まることはなかった。
| TBS 日曜19:30枠 （三菱電機の一社提供）                   | TBS 日曜19:30枠 （三菱電機の一社提供）             | TBS 日曜19:30枠 （三菱電機の一社提供）                |
| 前番組                                                   | 番組名                                             | 次番組                                                |
| -------------------------------------------------------- | -------------------------------------------------- | ----------------------------------------------------- |
| 欽ちゃんのこれが1番!! （1977年10月16日 - 1979年2月25日） | チェック&チェック （1979年3月4日 - 1980年9月28日） | 反応ゲーム2つに1つ （1980年10月19日 - 1981年7月19日） |